# Saint-Martin-de-Lixy
Pour les articles homonymes, voir Saint-Martin.
Saint-Martin-de-Lixy est une commune française située dans le département de Saône-et-Loire, en région Bourgogne-Franche-Comté.

## Géographie

### Localisation
Saint-Martin-de-Lixy est située au sud du département dans la région naturelle du Brionnais à 60 km de la préfecture Mâcon et à 30 km de la sous-préfecture Charolles. Paris est à 400 km, Dijon à 160 km et Lyon à 88 km. Le bureau centralisateur du canton de Chauffailles se trouve à 8 km.
Saint-Martin-de-Lixy est limitrophe du département de la Loire et à la région Auvergne-Rhône-Alpes. La ville commerçante la plus proche dans la Loire est Charlieu à 8 km et la grande ville la plus proche est Roanne à 27 km.
Pour le département de Saône-et-Loire, Saint-Martin-de-Lixy est considérée appartenir au bassin de vie de Chauffailles, mais les habitants de Saint-Martin-de-Lixy se considèrent davantage appartenir au bassin de vie de Roanne.

### Communes limitrophes
Saint-Martin-de-Lixy est limitrophe de six communes, dont deux communes, Saint-Denis-de-Cabanne et Maizilly, se trouvent dans le département limitrophe de la Loire.
|                                | Saint-Maurice-lès-Châteauneuf | Châteauneuf |
| Saint-Edmond                   | Saint-Martin-de-Lixy          | Tancon      |
| Saint-Denis-de-Cabanne (Loire) | Maizilly (Loire)              |             |

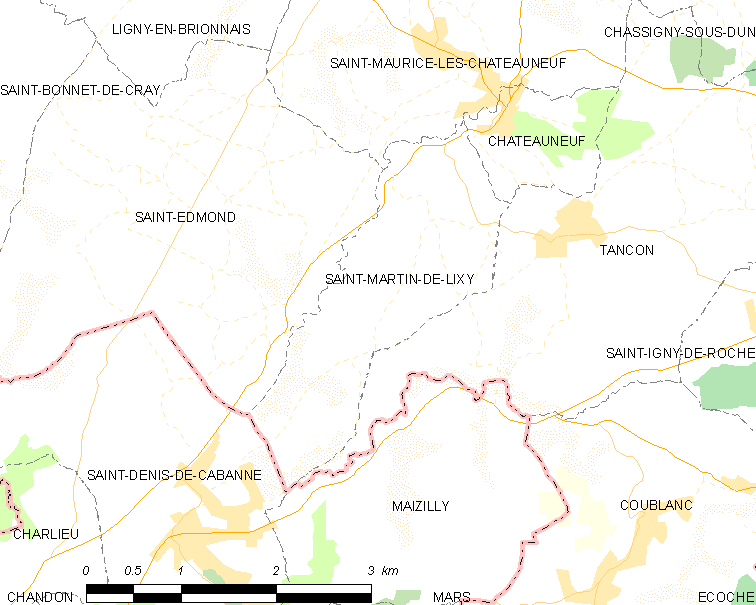
Carte de la commune.
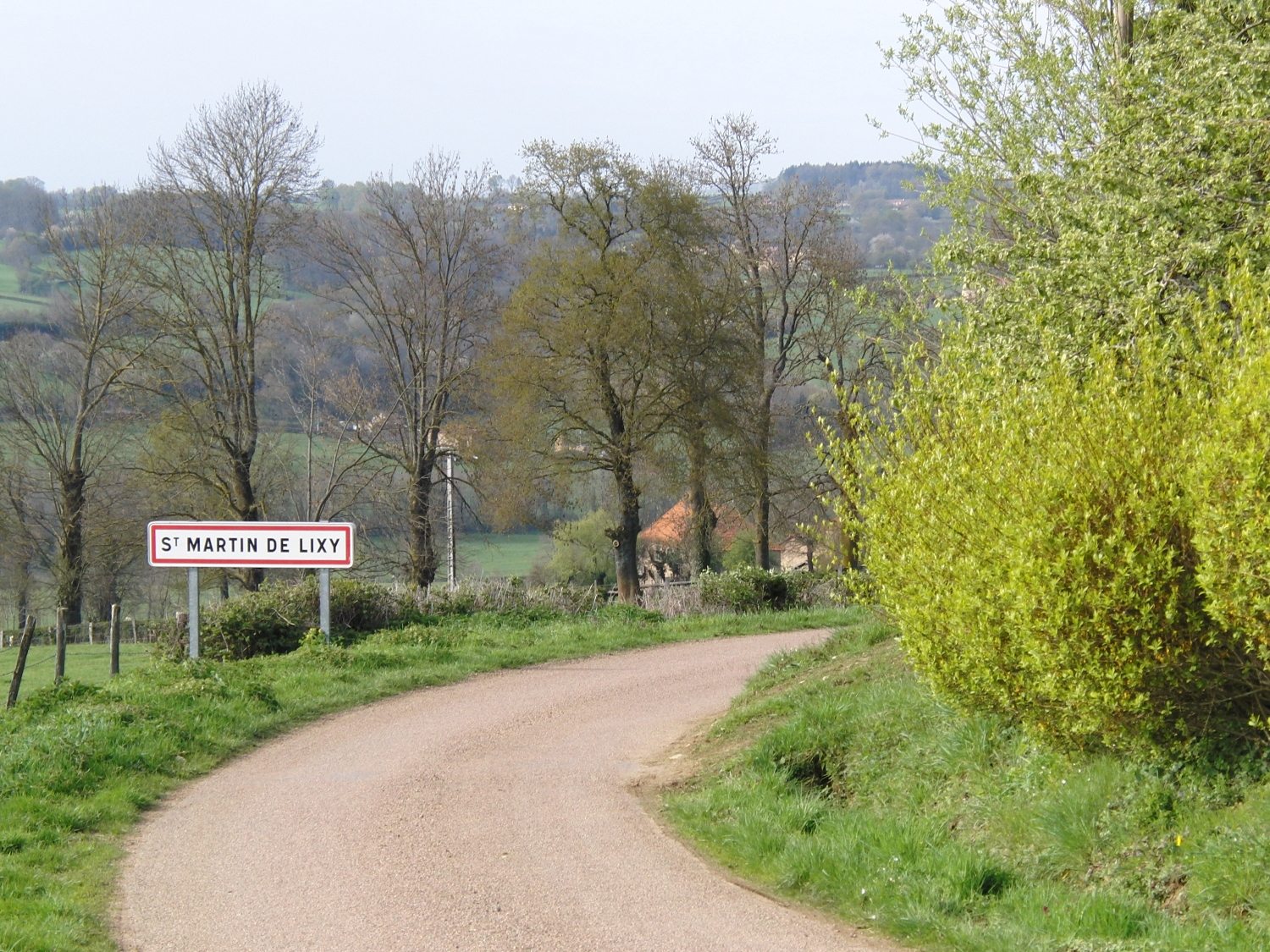
Entrée de l'agglomération.

### Géologie et relief
Le bourg de Saint-Martin-de-Lixy est sur une colline qui domine la vallée du Sornin.

### Hydrographie
Les principaux cours d'eau qui traversent la commune sont :
- le Sornin (affluent de la Loire) ;
- le Botoret qui se jette dans le Sornin.

### Climat
Pour des articles plus généraux, voir Climat de la Bourgogne-Franche-Comté et Climat de Saône-et-Loire.
En 2010, le climat de la commune est de type climat océanique dégradé des plaines du Centre et du Nord, selon une étude du Centre national de la recherche scientifique s'appuyant sur une série de données couvrant la période 1971-2000. En 2020, Météo-France publie une typologie des climats de la France métropolitaine dans laquelle la commune est exposée à un climat de montagne ou de marges de montagne et est dans la région climatique Centre et contreforts nord du Massif Central, caractérisée par un air sec en été et un bon ensoleillement.
Pour la période 1971-2000, la température annuelle moyenne est de 10,6 °C, avec une amplitude thermique annuelle de 16,8 °C. Le cumul annuel moyen de précipitations est de 870 mm, avec 11,3 jours de précipitations en janvier et 7,8 jours en juillet. Pour la période 1991-2020, la température moyenne annuelle observée sur la station météorologique de Météo-France la plus proche, « Charlieu », sur la commune de Charlieu à 7 km à vol d'oiseau, est de 11,6 °C et le cumul annuel moyen de précipitations est de 769,3 mm. 
La température maximale relevée sur cette station est de 41 °C, atteinte le 24 juillet 2019 ; la température minimale est de −16 °C, atteinte le 13 janvier 2003,,.
Les paramètres climatiques de la commune ont été estimés pour le milieu du siècle (2041-2070) selon différents scénarios d'émission de gaz à effet de serre à partir des nouvelles projections climatiques de référence DRIAS-2020. Ils sont consultables sur un site dédié publié par Météo-France en novembre 2022.

### Voies de communication et transports
La route principale qui passe près du centre du village est la D 987 et sa prolongation la D 487 dans la Loire de La Chapelle-sous-Dun, où elle rejoint la D 985, à Pouilly-sous-Charlieu, où elle rejoint la D 482. Une petite route longue de moins d'un kilomètre relie le bourg de Saint-Martin à la D 987. Par la D 383, le bourg est relié à la D 83 entre Maizilly et Chauffailles.
Il n'y a pas de transport en commun à Saint-Martin-de-Lixy.
La gare ferroviaire la plus proche est la gare de Chauffailes à 8 km ligne de Paray-le-Monial à Givors-Canal. La gare de Roanne est à 26 km (ligne de Moret - Veneux-les-Sablons à Lyon-Perrache). Il y a un arrêt d'une ligne d’autocar de la SNCF à Pouilly-sous-Charlieu à 14 km et à Marcigny à 22 km, qui permet de rejoindre la  ligne du TGV Lyon-Paris à la gare du Creusot TGV à Montchanin.
L'aéroport de Lyon-Saint-Exupéry est à 100 km et les grands aéroports parisiens sont à 400 – 420 km.

## Urbanisme

### Typologie
Au 1er janvier 2024, Saint-Martin-de-Lixy est catégorisée commune rurale à habitat très dispersé, selon la nouvelle grille communale de densité à sept niveaux définie par l'Insee en 2022.
Elle est située hors unité urbaine. Par ailleurs la commune fait partie de l'aire d'attraction de Roanne, dont elle est une commune de la couronne,. Cette aire, qui regroupe 88 communes, est catégorisée dans les aires de 50 000 à moins de 200 000 habitants,.

### Occupation des sols
L'occupation des sols de la commune, telle qu'elle ressort de la base de données européenne d’occupation biophysique des sols Corine Land Cover (CLC), est marquée par l'importance des territoires agricoles (100 % en 2018), une proportion identique à celle de 1990 (100 %). La répartition détaillée en 2018 est la suivante : prairies (73,6 %), zones agricoles hétérogènes (26,4 %). L'évolution de l’occupation des sols de la commune et de ses infrastructures peut être observée sur les différentes représentations cartographiques du territoire : la carte de Cassini (XVIIIe siècle), la carte d'état-major (1820-1866) et les cartes ou photos aériennes de l'IGN pour la période actuelle (1950 à aujourd'hui).

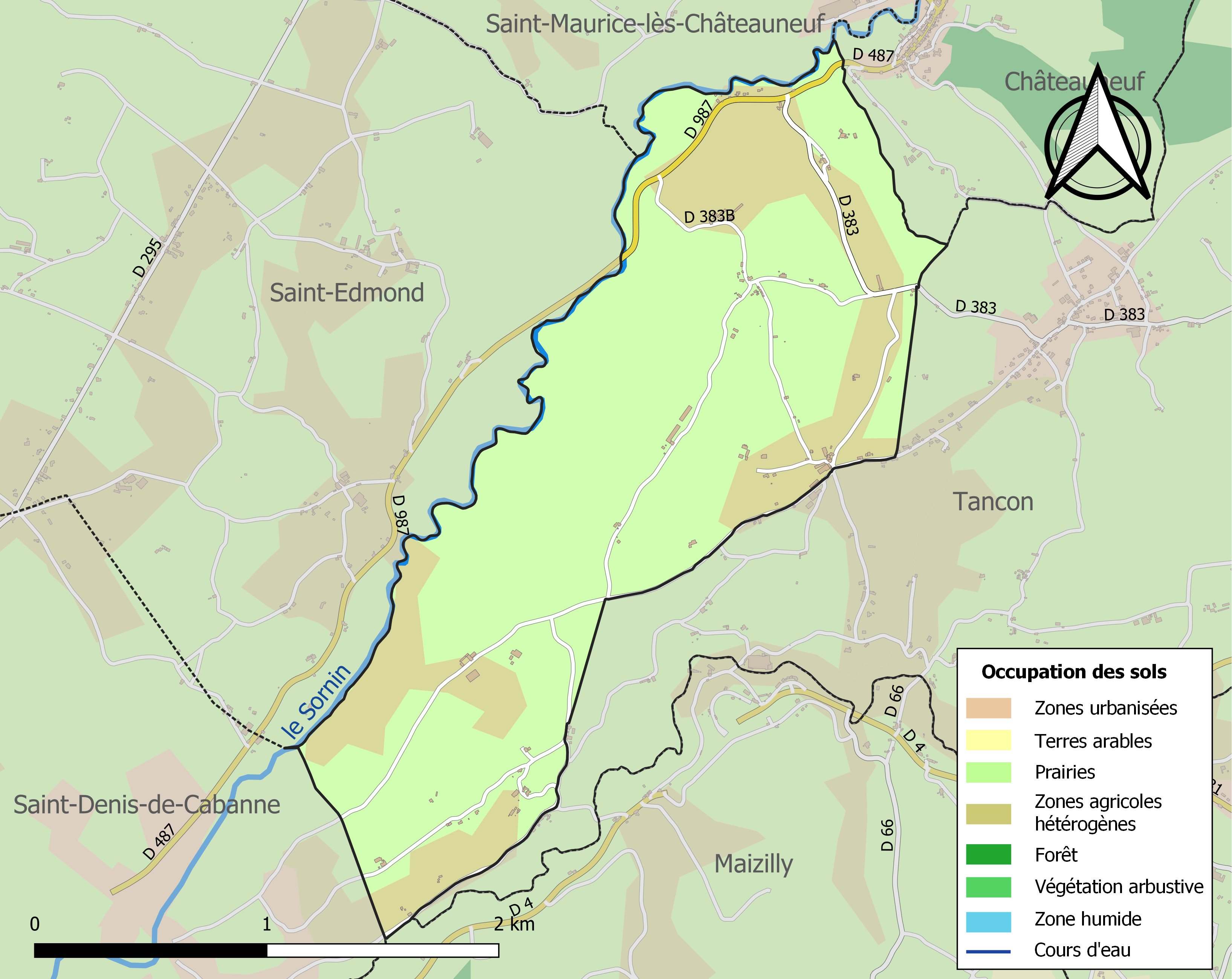
Carte des infrastructures et de l'occupation des sols de la commune en 2018 (CLC).

#### Morphologie urbaine
Saint-Martin-de-Lixy est une commune rurale ayant moins de 100 habitants répartis sur environ 4 km2. Le centre-bourg avec la mairie et l'église se trouve vers le nord-est et ne réunit qu'un petit nombre d'habitants, la majorité vivant dans des écarts dispersés. Les hameaux sont du nord au sud : la Galette, la Guichère, les Mollières, Fond Pillon, Bourillon, Robin (hameau aussi étoffé que le bourg), Montaguet, la Vanoise, Beauvais, le Classet et enfin Barnay (ancien fief de la famille de Damas) où s´élève un vieux château.

#### Logement
En 2014, le nombre total de logements dans la commune était de 55, alors qu'il était de 51 en 2007. Ces logements étaient pour 100 % des maisons individuelles. Parmi ces logements, 70,7 % étaient des résidences principales, 16,5 % des résidences secondaires et 12,8 % des logements vacants.

## Toponymie
Pendant la Révolution, Saint-Martin-de-Lixy était appelée Lixy.

## Histoire
La plus ancienne mention connue de Lixy est dans un titre de vente au chapitre Saint-Paul (Lyon) par Hugues de Talencen du quart des dîmes de Lixy, datant de juin 1236 (titre aujourd’hui disparu).

 
Saint-Martin-de-Lixy appartenait au bailliage et au diocèse de Mâcon et dépendait de l’archiprêtré de Beaujeu.  

## Politique et administration

### Administration municipale
Le nombre d'habitants au dernier recensement étant moins de 100, le nombre de membres du conseil municipal est de 7.

### Listes des maires
De 1792 à environ 1825, les actes parlent de la commune de Châteauneuf et de Saint-Martin-de-Lixy (Lixy) réunie. Le premier maire de la commune-réunie est Benoît Alix (1792 - après 1818).

### Canton et intercommunalité
Saint-Martin-de-Lixy fait partie de la communauté de communes La Clayette Chauffailles en Brionnais.

### Jumelages
Pas de jumelage.

## Population et société

### Démographie

#### Évolution démographique
L'évolution du nombre d'habitants est connue à travers les recensements de la population effectués dans la commune depuis 1793. Pour les communes de moins de 10 000 habitants, une enquête de recensement portant sur toute la population est réalisée tous les cinq ans, les populations de référence des années intermédiaires étant quant à elles estimées par interpolation ou extrapolation. Pour la commune, le premier recensement exhaustif entrant dans le cadre du nouveau dispositif a été réalisé en 2008.

En 2022, la commune comptait 92 habitants, en évolution de +1,1 % par rapport à 2016 (Saône-et-Loire : −1,06 %, France hors Mayotte : +2,11 %).
| 1793 | 1800 | 1806 | 1821 | 1831 | 1836 | 1841 | 1846 | 1851 |
| ---- | ---- | ---- | ---- | ---- | ---- | ---- | ---- | ---- |
| 139  | 122  | 154  | 159  | 174  | 230  | 242  | 227  | 230  |

| 1856 | 1861 | 1866 | 1872 | 1876 | 1881 | 1886 | 1891 | 1896 |
| ---- | ---- | ---- | ---- | ---- | ---- | ---- | ---- | ---- |
| 216  | 196  | 240  | 249  | 268  | 252  | 232  | 235  | 211  |

| 1901 | 1906 | 1911 | 1921 | 1926 | 1931 | 1936 | 1946 | 1954 |
| ---- | ---- | ---- | ---- | ---- | ---- | ---- | ---- | ---- |
| 201  | 193  | 168  | 159  | 140  | 148  | 146  | 121  | 104  |

| 1962 | 1968 | 1975 | 1982 | 1990 | 1999 | 2006 | 2008 | 2013 |
| ---- | ---- | ---- | ---- | ---- | ---- | ---- | ---- | ---- |
| 113  | 93   | 77   | 76   | 95   | 106  | 95   | 92   | 88   |

| 2018 | 2022 | - | - | - | - | - | - | - |
| ---- | ---- | - | - | - | - | - | - | - |
| 94   | 92   | - | - | - | - | - | - | - |

### Enseignement
Il n'a pas d'établissement scolaire à Saint-Martin-de-Lixy.
Faisant suite à la Loi Guizot de 1833, la commune avait été réunie pour l'entretien d'une école primaire d'abord avec Tancon en 1838, mais dès 1841 avec Châteauneuf.  Faisant suite à la Loi Duruy de 1867, retardé par la guerre de 1870-1871, la commune décide en 1873, sur un projet de l'architecte Devillar de la Clayette, la construction d'une mairie-école (actuellement mairie), réalisée en 1878 par l'architecte Rotival de Charolles. La population communale était alors de 238 habitants et de 36 enfants. Le 1er octobre 1879 est autorisée par l’Inspection primaire de Charolles la création d’une école mixte. La réception du bâtiment est faite le 23 novembre 1880. La construction est réalisée sur un terrain, appartenant à la commune, près de l'église et du cimetière.

### Cultes
Culte catholique dans l'église du village, participant à la paroisse de la Nativité (Chauffailles) qui regroupe onze villages, douze lieux de culte, et est attaché au diocèse d'Autun, Chalon et Mâcon.

### Sports
Un terrain multi-sports se trouve derrière la mairie.

## Économie
En 2017, douze entreprises ont leur siège à Saint-Martin-de-Luxy. La vie économique de la commune est pour l'essentiel de nature agricole : 5 exploitations et 3 entreprises de service agricole. Trois des exploitations se consacrent à l'élevage bovin en vue de la production de viande, une autre élève des vaches laitières, une autre enfin est spécialisée dans la volaille. L'artisanat est représenté dans la commune par une marbrerie installée au lieudit les Mollières. Les autres activités économiques présentes à Saint-Martin sont constituées par celle d'un kinésithérapeute vétérinaire au bourg, celle d'un intermédiaire du commerce aux Mollières et celle d'une coiffeuse à domicile à Montaguet.

## Culture locale et patrimoine

### Lieux et monuments
- Église de Saint-Martin-de-Lixy du XIIe siècle : cette petite église est inscrite à l'Inventaire supplémentaire des Monuments historiques depuis le 13 mars 1950[26]. Elle est entourée de son cimetière, utilisé encore de nos jours. Cette petite église, propriété de la commune, a été restaurée de 2008 à 2011 (drainages, réfection des toitures et des murs, restauration des baies)[27].

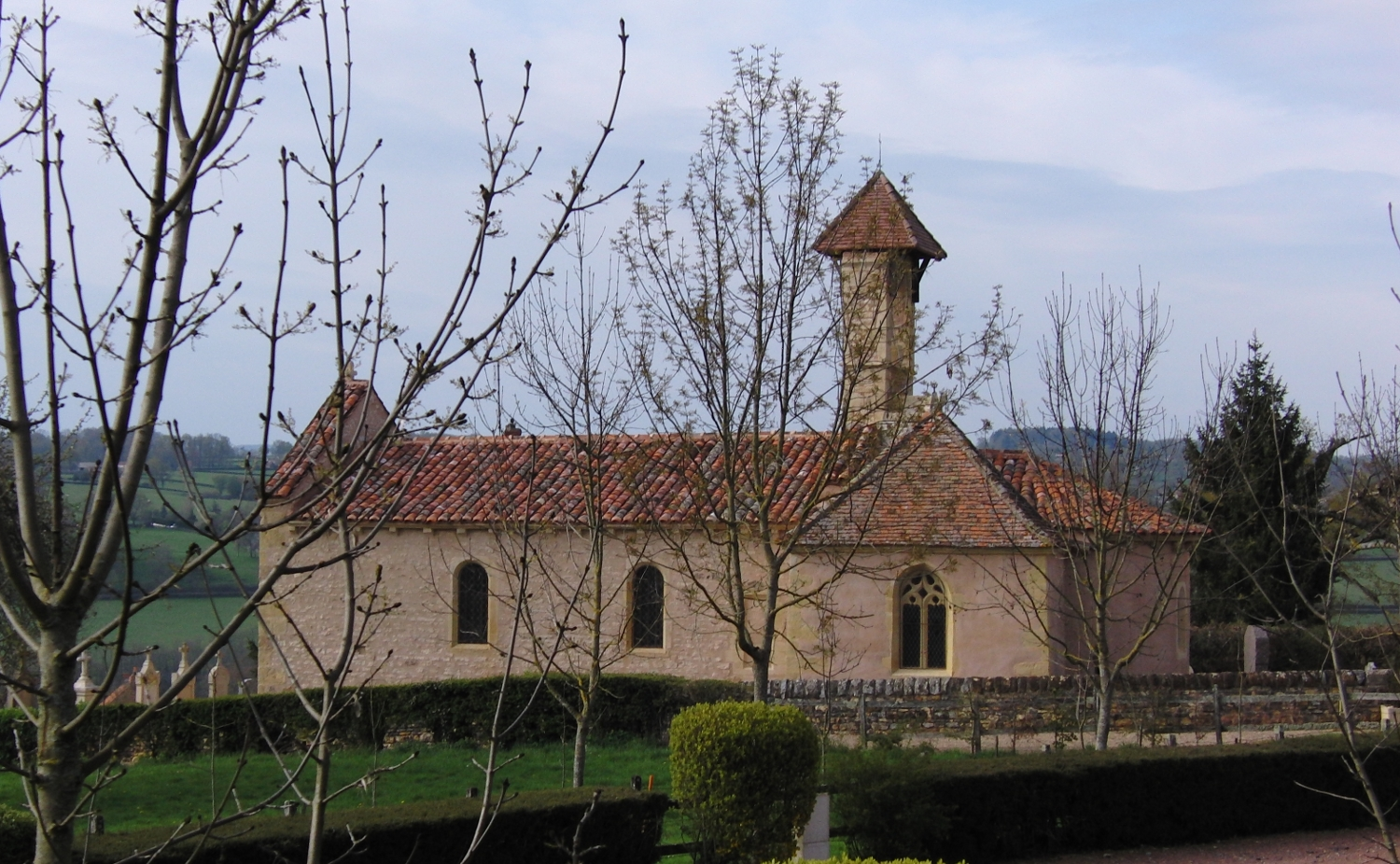
L'église de Saint-Martin-de-Lixy.
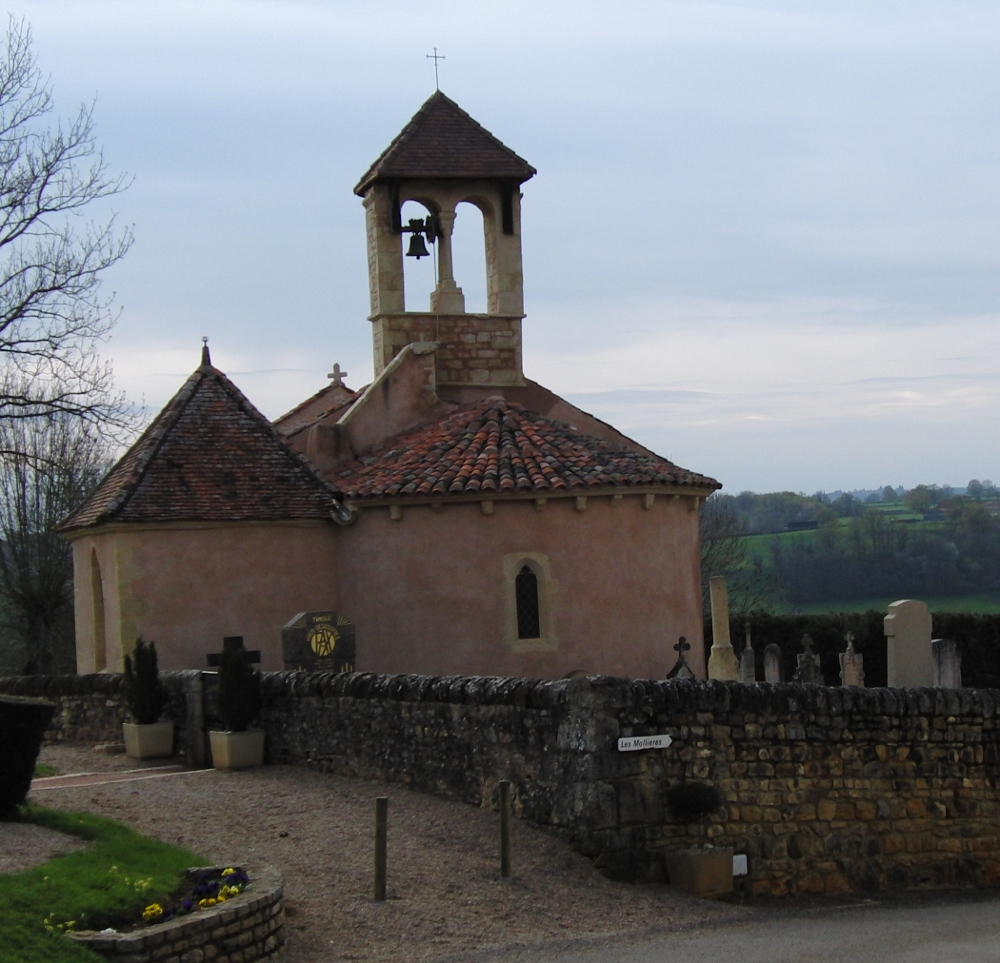
L'église de Saint-Martin-de-Lixy et son cimetière.
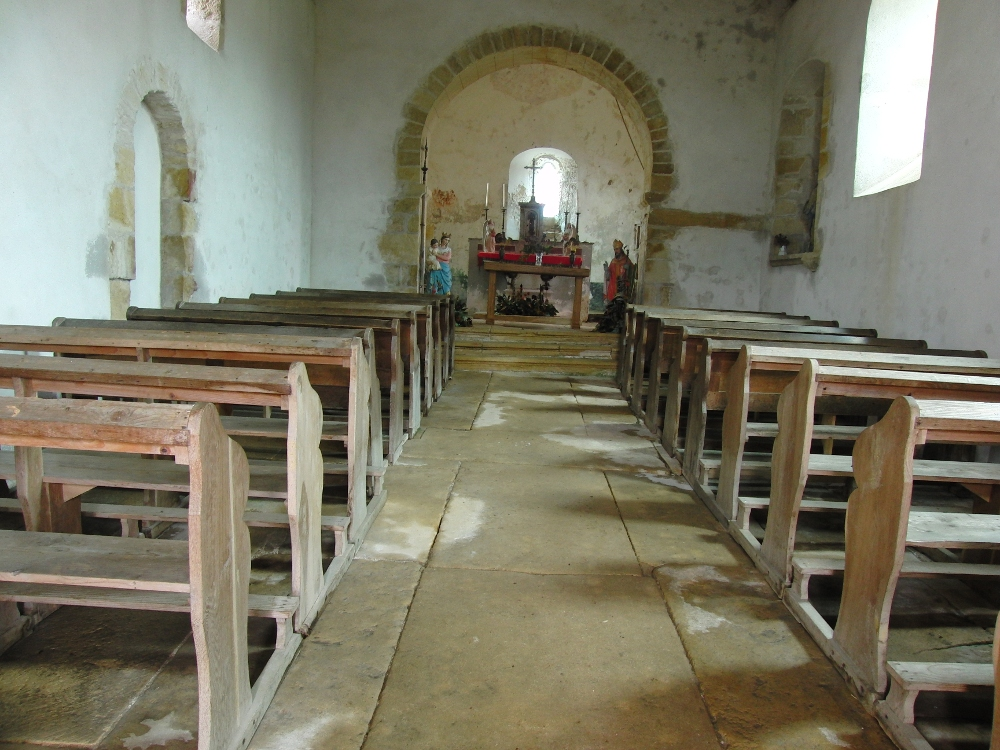
Intérieur de l'église de Saint-Martin-de-Lixy.
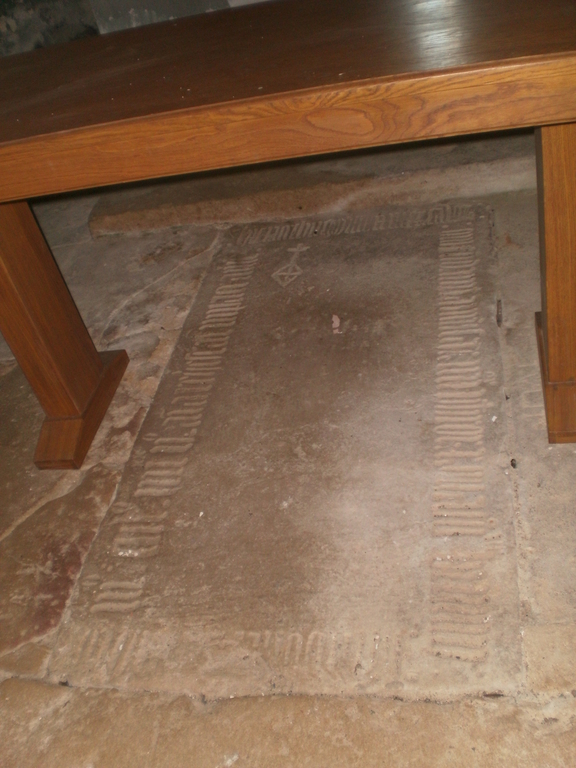
Pierre tombale de 1485 dans l'église.
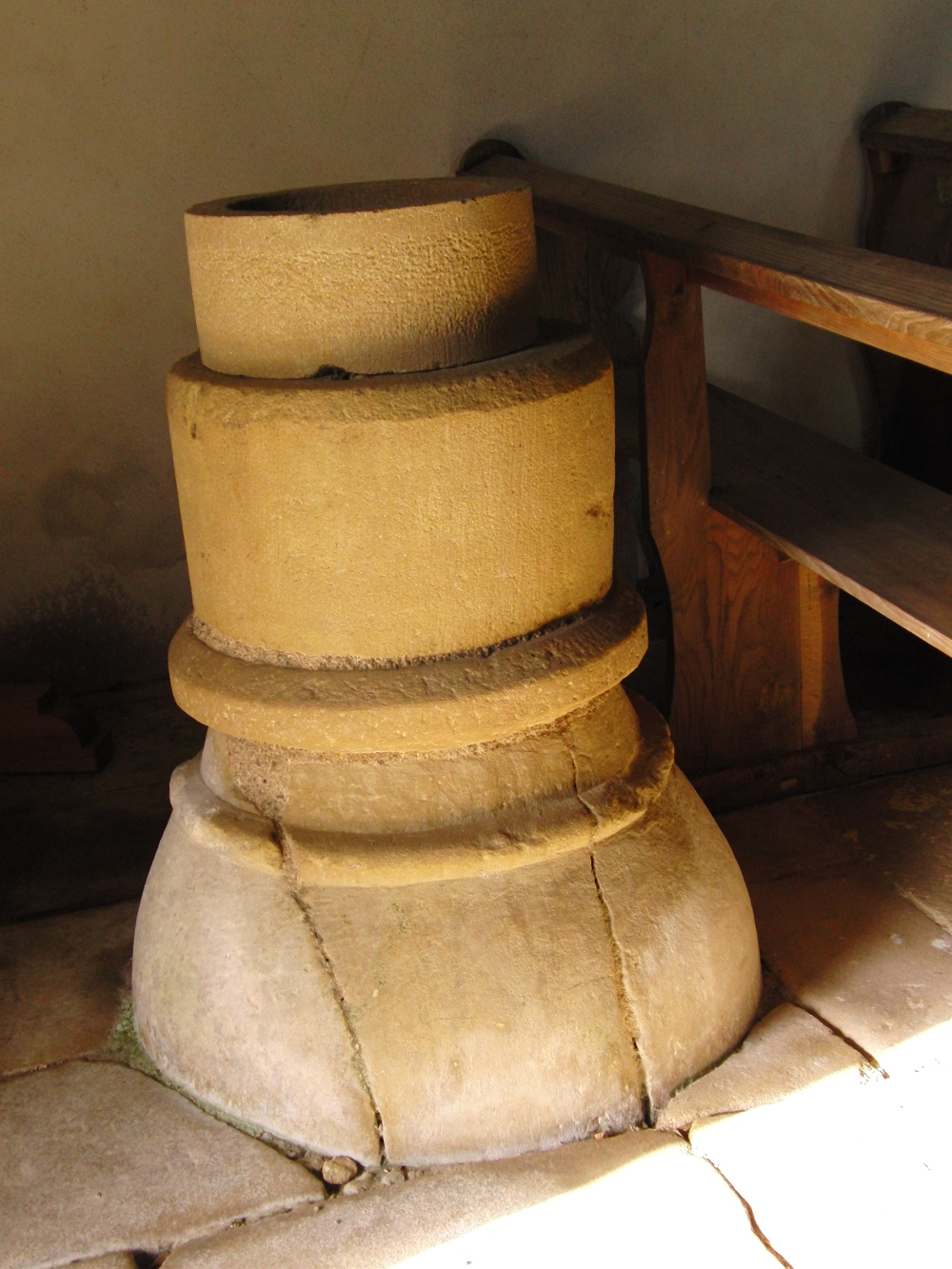
Bénitier en pierre.
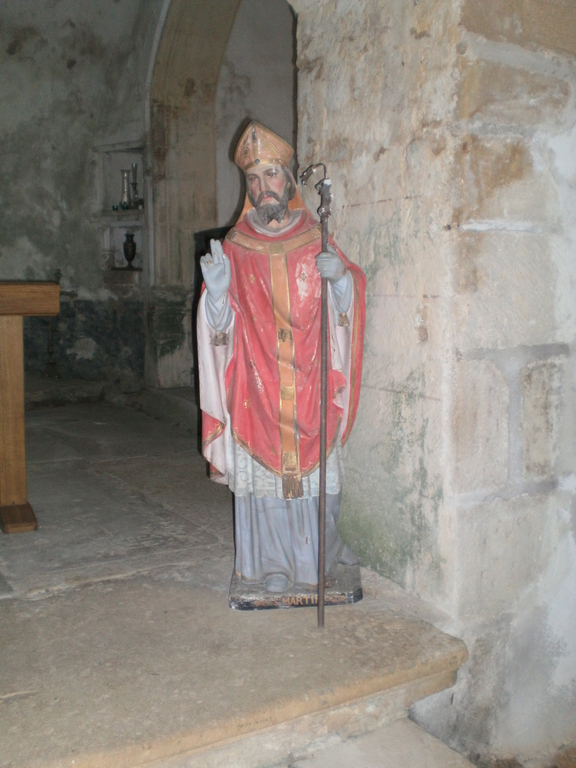
La statue de saint Martin.
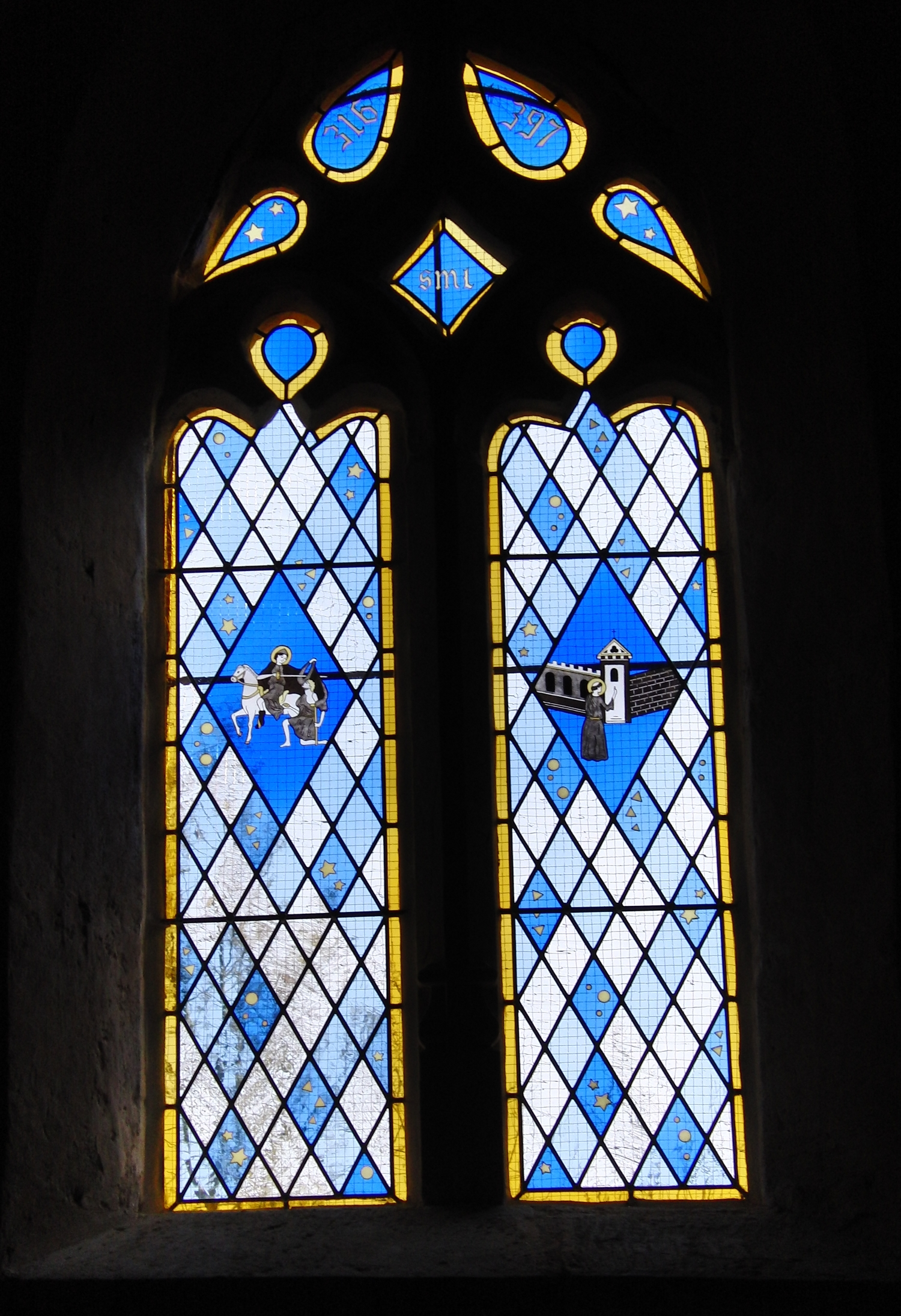
Vitrail de l'église de Saint-Martin-de-Lixy après rénovation de celle-ci.

- Château de Saint-Martin-de-Lixy : propriété privée qui ne se visite pas. Cependant, un étage a été modernisé pour la location de vacances.

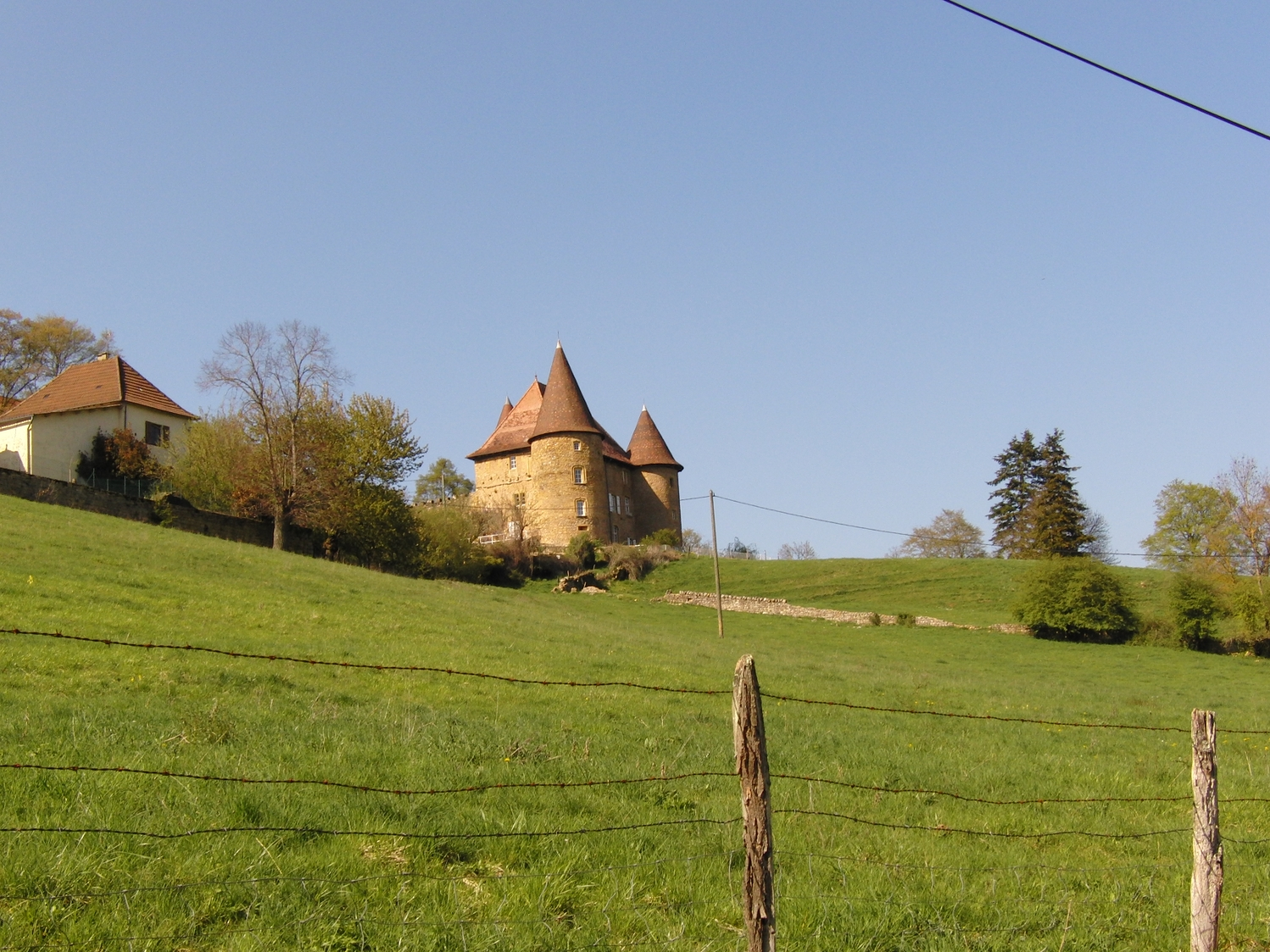
Château de Saint-Martin-de-Lixy.
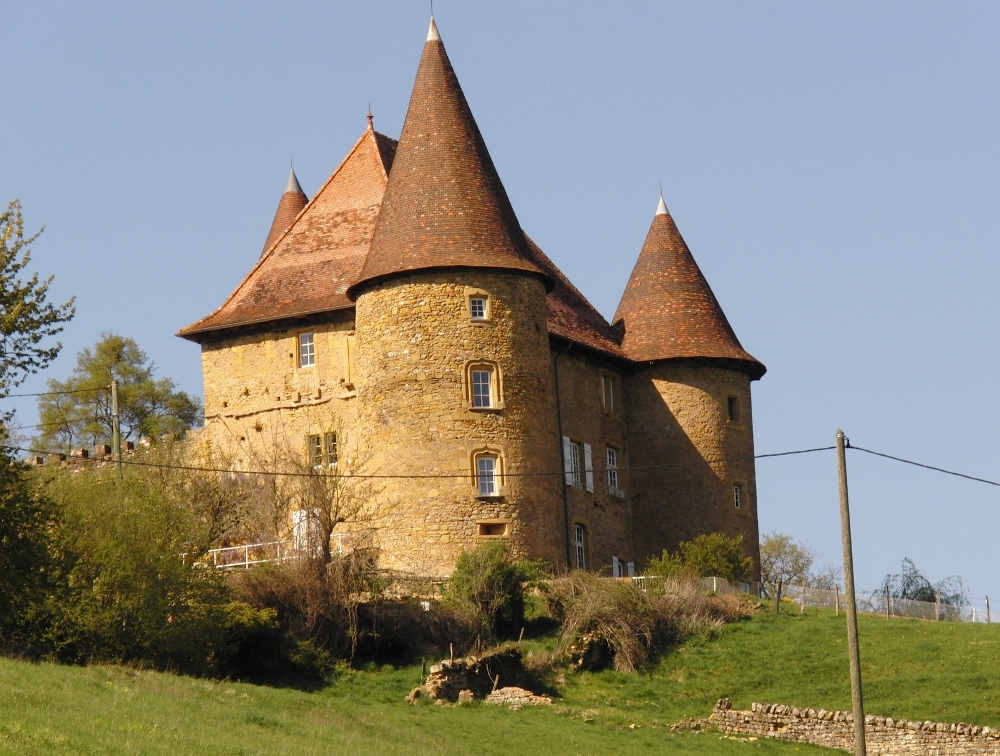
Château de Saint-Martin-de-Lixy.
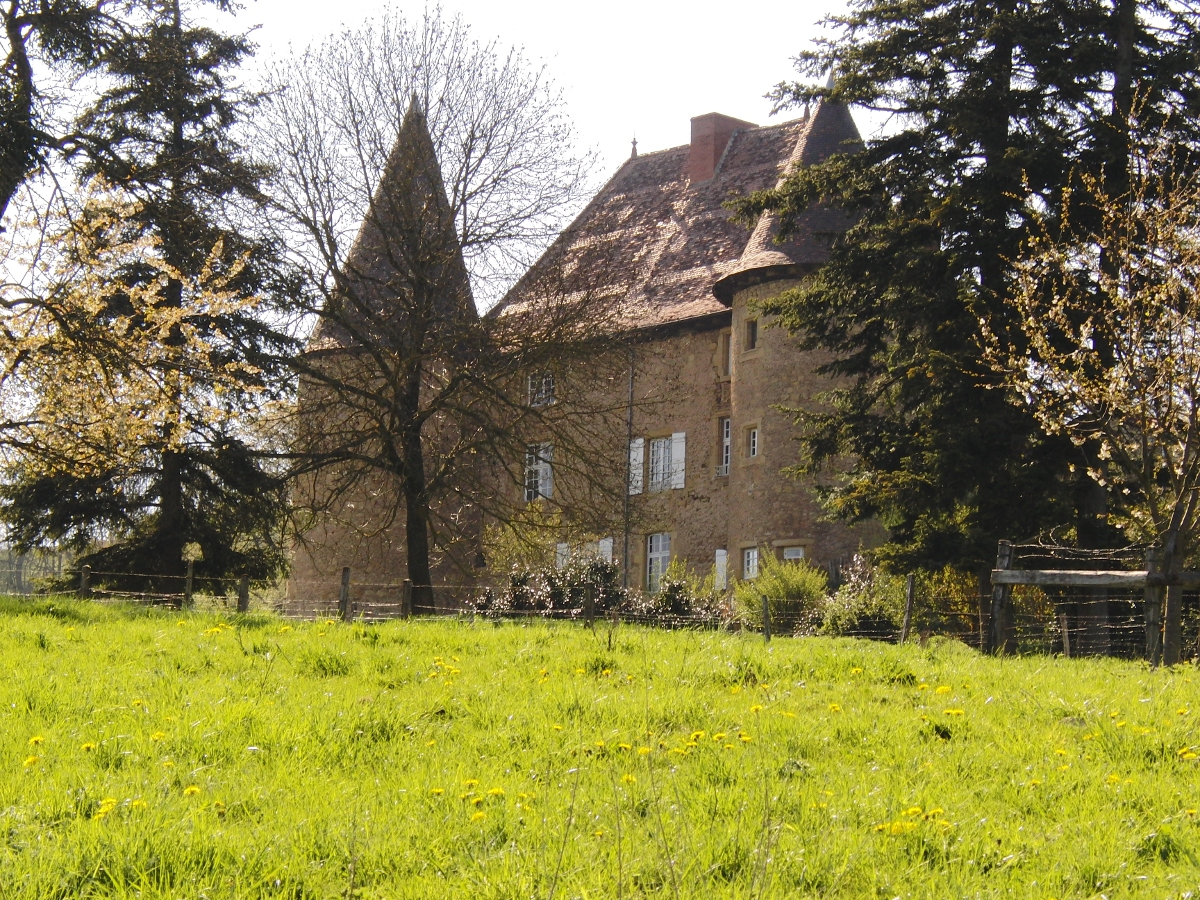
Château de Saint-Martin-de-Lixy.

### Petit patrimoine
- Lavoir de Saint-Martin-de-Lixy : ce lavoir, refuge des grenouilles vertes, a été nettoyé, rénové, fleuri et aménagé d'un banc, donnant vue sur un panorama sublime.
- Croix dominant Saint-Martin-de-Lixy.
- Statue de la Vierge de Saint-Martin-de-Lixy dite « La Madone ».
- Quelques croix de chemin, dont la grande croix de Barnay du XIXe siècle, qui domine Saint-Martin-de-Lixy[28].

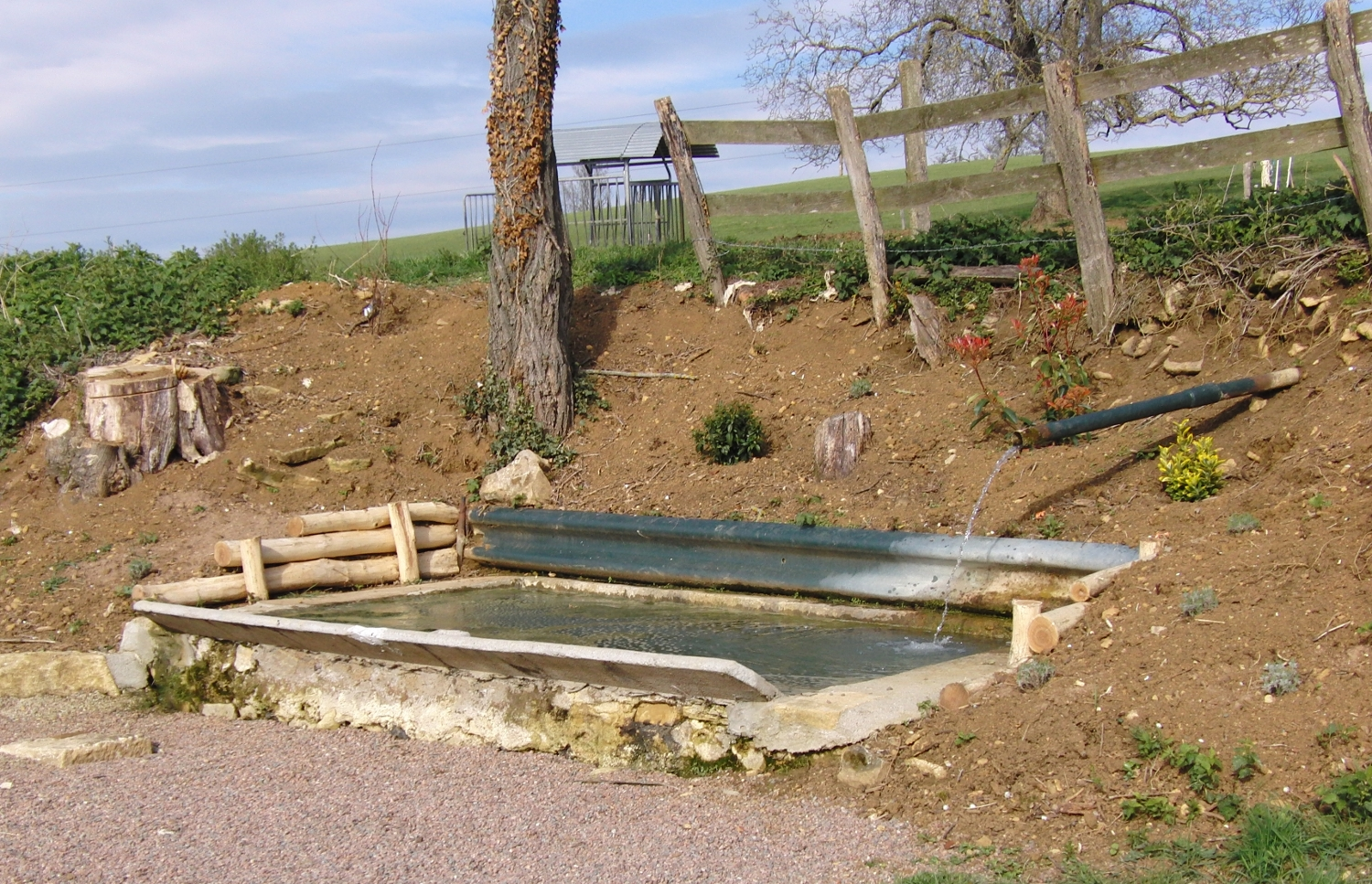
Lavoir de Saint-Martin-de-Lixy.
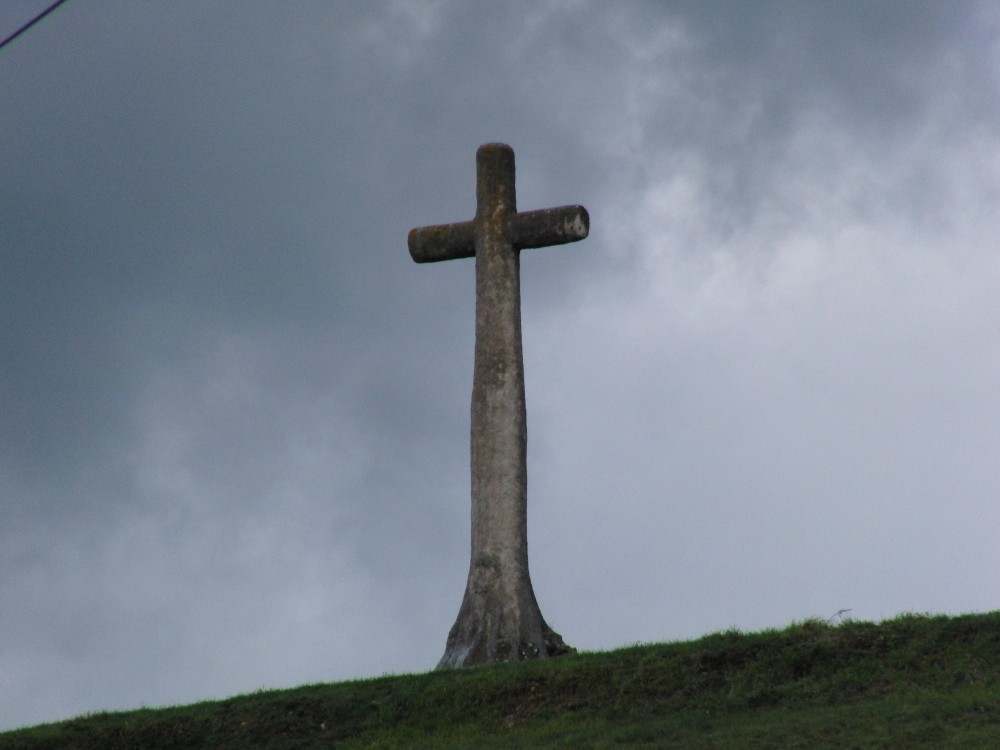
Vue rapprochée de la croix dominant Saint-Martin-de-Lixy.
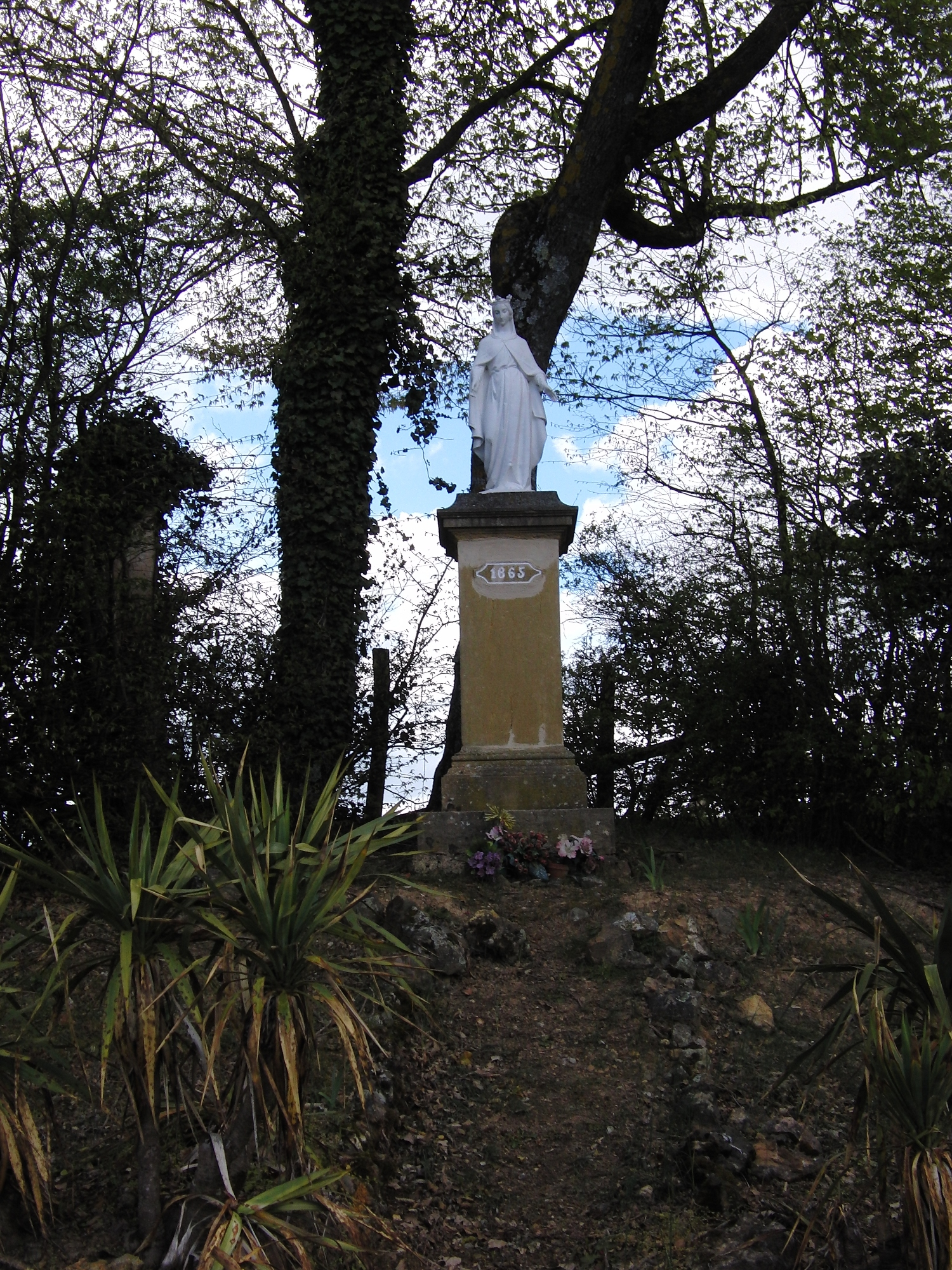
La statue « La Madone ».

## Pour approfondir